# Лапела
Лапела (порт. Lapela) — район (фрегезія) в Португалії, входить в округ Віана-ду-Каштелу. Є складовою частиною муніципалітету Монсан. За старим адміністративним устроєм входив у провінцію Мінью. Входить в економіко-статистичний субрегіон Мінью-Ліма, який входить у Північний регіон. Станом на 2001 рік населення становить 248 осіб. Займає площу 1,56 км².